# Yoon Je-kyoon
Dans ce nom coréen, le nom de famille, Yoon, précède le nom personnel.
Yoon Je-kyoon (coréen : 윤제균), né le 14 mai 1969, est un réalisateur, producteur et scénariste sud-coréen.

## Filmographie

### Réalisateur
- 2001 : Dusabu ilche (두사부일체)
- 2002 : Sex Is Zero (색즉시공, Saekjeuk shigong)
- 2003 : Crazy Assassins (낭만자객, Nangmanjagaeg)
- 2007 : Miracle on 1st Street (1번가의 기적, 1beongaui gijeog)
- 2009 : The Last Day (해운대, Haeundae)
- 2014 : Ode to My Father (국제시장, Gukjesijang)
- 2022 : Hero (영웅, Yeong-ung)

### Scénariste
- 1999 : Memento Mori (여고괴담 두번째 이야기) de Kim Tae-yong et Min Kyu-dong (Storyboard)
- 2000 : Black Honeymoon (신혼여행) de Na Hong-kyun
- 2002 : Sex Is Zero (색즉시공) de Yoon Je-kyoon
- 2002 : Can't Live Without Robbery (도둑맞곤 못살아) d'Im Kyung-soo
- 2003 : Crazy Assassins (낭만자객) de Yoon Je-kyoon
- 2003 : Crazy First Love (첫사랑 사수 궐기대회) d'Oh Jong-rok
- 2005 : All for Love (내 생애 가장 아름다운 일주일) de Min Kyu-dong
- 2007 : Sex Is Zero 2 (색즉시공 시즌 2) de Yoon Tae-yoon
- 2010 : Harmony (하모니) de Kang Dae-kyu
- 2011 : Sector 7 (7광구) de Kim Ji-hoon
- 2012 : Dancing Queen (댄싱퀸) de Lee Seok-hoon
- 2013 : The Spy: Undercover Operation (스파이) de Lee Seung-jun

### Acteur
- 2002 : Can't Live Without Robbery (도둑맞곤 못살아) d'Im Kyung-soo : Lui-même
- 2007 : Sex Is Zero 2 (색즉시공 시즌 2) de Yoon Tae-yoon : Annonceur (caméo)
- 2012 : Ari Ari the Korean Cinema (영화판) de Heo Chul : Lui-même

### Producteur
- 2002 : Sex Is Zero (색즉시공) de Yoon Je-kyoon
- 2003 : Crazy Assassins (낭만자객) de Yoon Je-kyoon
- 2005 : All for Love (내 생애 가장 아름다운 일주일) de Min Kyu-dong
- 2005 : A Bold Family (간 큰 가족) de Jo Myeong-nam
- 2007 : Miracle on 1st Street (1번가의 기적) de Yoon Je-kyoon
- 2007 : Sex Is Zero 2 (색즉시공 시즌 2) de Yoon Tae-yoon
- 2009 : Secret (시크릿) de Yoon Jae-goo
- 2009 : The Last Day (해운대) de Yoon Je-kyoon
- 2010 : Harmony (하모니) de Kang Dae-kyu
- 2010 : My Dear Desperado (내 깡패 같은 애인) de Kim Kwang-sik
- 2011 : Quick (퀵) de Jo Beom-goo
- 2011 : Sector 7 (7광구) de Kim Ji-hoon
- 2012 : Dancing Queen (댄싱퀸) de Lee Seok-hoon
- 2014 : Ode to My Father (국제시장) de Yoon Je-kyoon
- 2020 : Pawn

## Distinctions

### Récompenses
- 2009 :
  - 18e Buil Film Awards : Meilleur réalisateur, The Last Day
  - 12e Directors' Cut Awards : Meilleur producteur, The Last Day
- 2010 : 7e Max Movie Awards : Meilleur réalisateur, The Last Day
- 2015 :
  - 10e Max Movie Awards : Meilleur réalisateur, Ode to My Father
  - 10e APN Awards : Destinataire, Ode to My Father

### Nominations
- 2010 : 46e Baeksang Arts Awards : Meilleur réalisateur, The Last Day
- 2015 : 51e Baeksang Arts Awards : Meilleur réalisateur, Ode to My Father